# Vildarna finns i Väst
Vildarna finns i väst är en bok från 1951 av jägmästaren och författaren Eric Lundqvist. I boken skildrar författaren hur han kommer tillbaka till Java tillsammans med holländska trupper 1947. Lundqvist, som blivit tvungen att fly till Sverige lyckas bli anlitad som skogsexpert av holländarna under deras försök att återta Java under befrielsekriget. Författarens huvudsyfte är dock att försöka hitta sin indonesiska hustru Sari, som han tvingats lämna kvar två år tidigare. Eric kan återförenas med Sari och tillsammans lämnar de det krigshärjade Java och reser till Nya Guinea. Erics uppdrag är att leda en skogsinventeringsexpedition på den otillgängliga ön, och för första gången följer Sari med på ett sådant uppdrag. Paret och Erics indonesiska medarbetare möter flera olika papuanska stammar, varav en del till alldeles nyligen varit kannibaler. Som bokens titel antyder ifrågasätter Eric vilka som egentligen är "vildar"; papuas med sina spjut eller västerlänningarna med sina massförstörelsevapen. Efter expeditionen tjänstgör Eric en tid som skogschef på den holländska/ indonesiska delen av Nya Guinea.